# Donżon

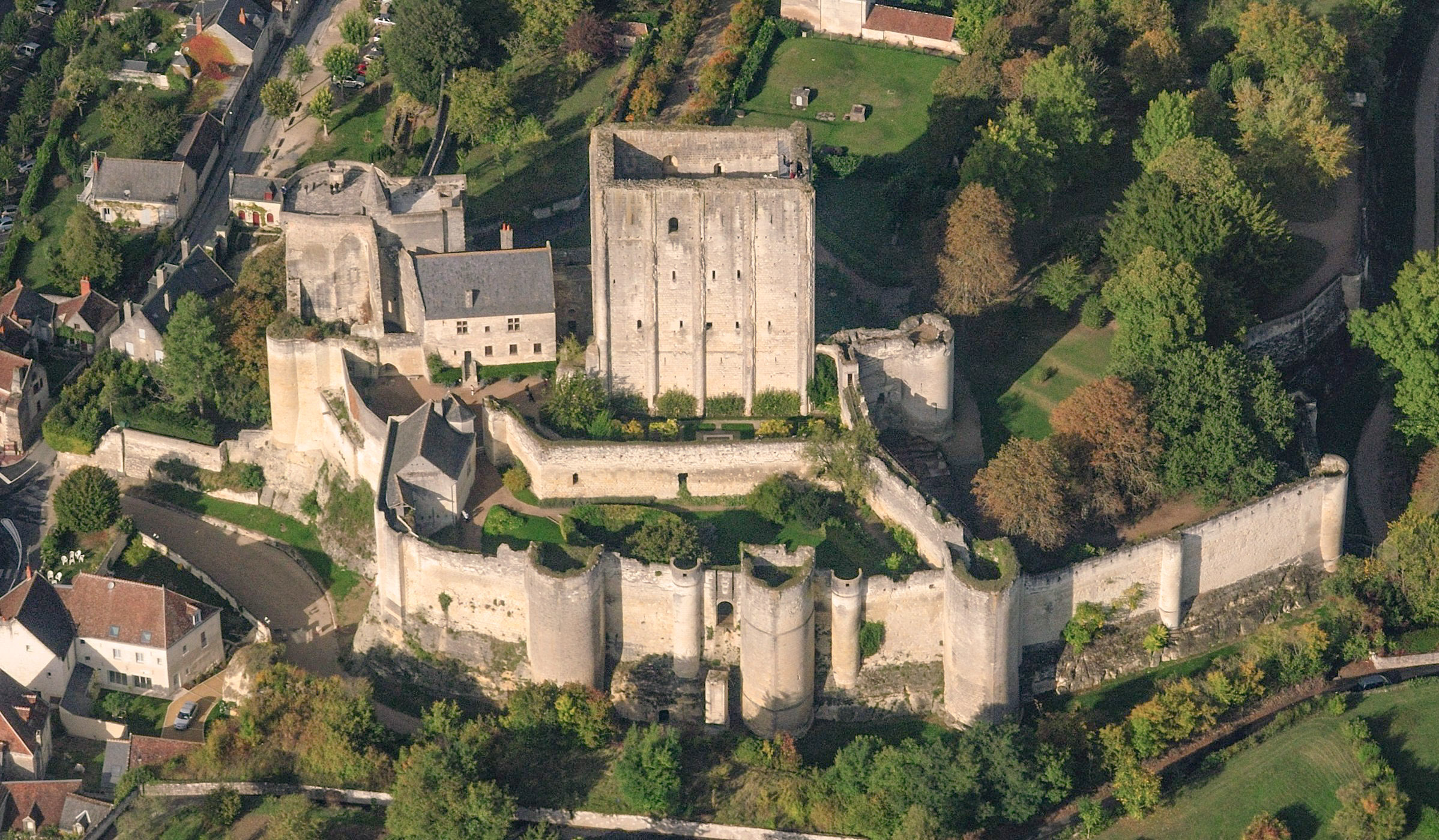
Donżon na zamku w Loches

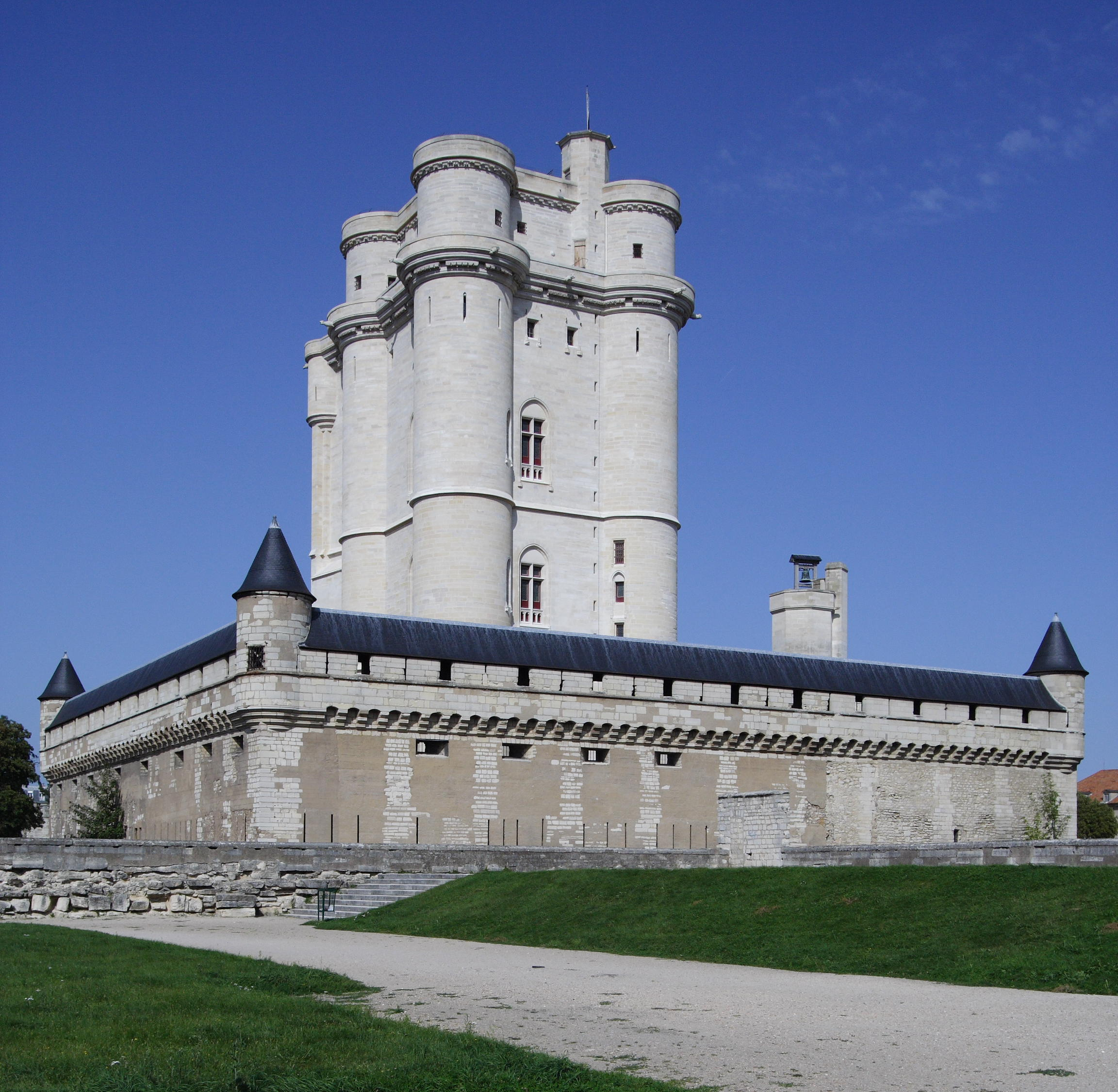
Donżon w Vincennes pod Paryżem

Donżon (fr. donjon, ang. keep, niem. Donjon) – wieża łącząca w sobie główne funkcje mieszkalne i obronne, przez co zamieszkiwana była w czasie pokoju. Często mylona z wieżą ostatecznej obrony typu stołp (bergfried), która służyła jedynie funkcji militarnej.
Istnieje także sporo form pośrednich między donżonami a typowymi stołpami, przy czym zazwyczaj dominują cechy jednego z tych obiektów. Donżon to zarazem wieża ostatecznej obrony, jak i stałe, główne mieszkanie feudała. Z donżonu wykrystalizowały się dwa obiekty – prawie czysto obronny stołp i prawie czysto mieszkalny pałac lub dom.

## Geneza
Termin donżon wywodzi się z galijsko-rzymskiego dominiono, „głównej wieży”, a to z kolei z łacińskiego dominus, „pan”, ponieważ w wieży mieszkał głównie posiadacz zamku. Angielski termin dungeon wywodzi się z francuskiego terminu donjon, choć później jego znaczenie przeniosło się na loch, natomiast wieża odpowiadająca donżonowi określana jest w języku angielskim jako keep. Donżon albo stanowił rdzeń zamku jako główna wieża, albo był szczególnie mocną wieżą przylegającą do muru. Donżon różni się od bergfriedu/stołpu, który był niezamieszkałą główną wieżą stanowiącą miejsce ostatecznej obrony. Z tego powody mieszkalny donżon miał stosunkowo większe powierzchnie pięter niż niezamieszkały bergfried.
Wieże mieszkalne typu donjon zaczęły najwcześniej powstawać w stylu romańskim we Francji w wieku X i XI (np. Langeais około 994 r., Fréteval z 1040 r., Zamek w Loches, Bressuire, Beaugency, Provins, Arques-la-Bataille, Caen, Château Gaillard, Zamek w Falaise), a następnie po najeździe Normanów rozpowszechniły się w Anglii (gdzie określa się je jako Keep). Jedną z najstarszych i najbardziej znanych wież tego typu w Anglii jest mieszkalna wieża Tower w Londynie z 1077 roku. Inne przykłady to Hedingham Castle, Rochester z 1128 r., Conisbrough z 1190 r., Bamburgh, Zamek w Dover. Na terenie dzisiejszych Niemiec architektura tego typu rozwijała się później i jako przykład donżonu można wymienić Frauenburg z XIII w. i Zamek Trifels z XII w.
Z okresu gotyku jako przykład donżonu można wymienić wieżę w Coucy-le-Château-Auffrique z 1225 r., Zamek Vincennes z 1360 r., w Hiszpanii Fuensaldaña i Medina del Campo, w Portugalii wieżę w Beja. Wieże tego typu były budowane też na terenie królestw łacińskich na Bliskim Wschodzie w okresie Krucjat.

## Przykłady w Europie Środkowej
- Na terenie Czech wieże na zamkach: Kost, Karlštejn, Breclav, Zvíkov, Přimda, Týřov, Vimperk, Řičany, Vítkův kámen, Pajrek, Ŕabí, Křečov, Kunžvart, Košumberk, Čejchanov;
- Na terenie Niemiec: Burg Stolpe w Angermünde w Brandenburgii, zamek Trifels[2];
- na terenie Słowacji: Zamek w Trenczynie, Zamek Szaryski, Zamek Spiski;
- na Węgrzech: zamek w Nagyvázsony (Kinizsi-vár);
- w Polsce: wieże w Melsztynie, Lublinie[3], Żmigrodzie, Siedlęcinie, Szamotułach, Gołańczy, Koźminie, Szubinie, wieża Kurza Noga na Wawelu, Wieża Duńska na Wawelu, wieża na zamku w Łobzowie, czworoboczna wieża na zamku w Kole[2];
- na Białorusi: wieża w Kamieńcu Litewskim, wieża na zamku w Lidzie.

## Galeria

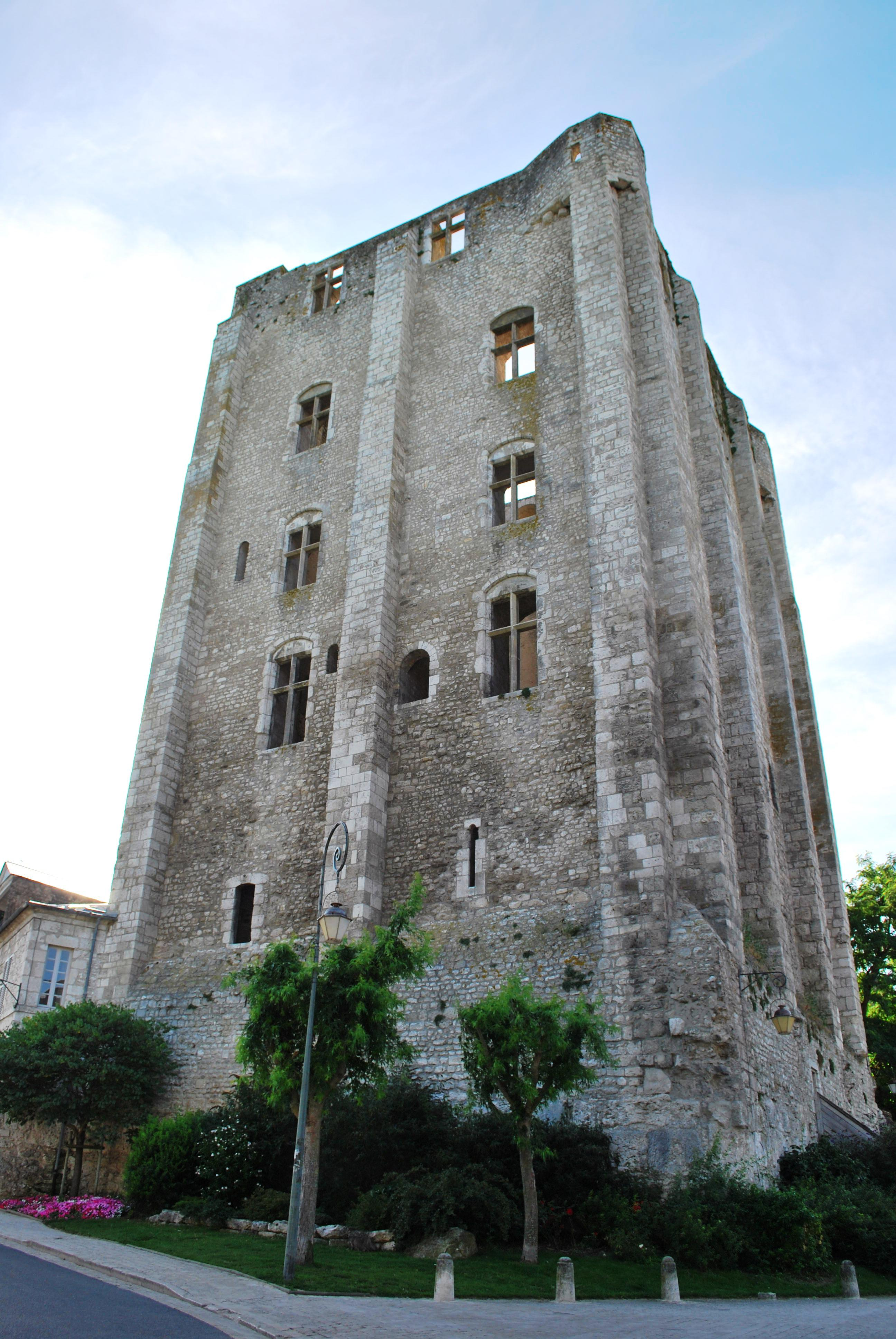
Beaugency
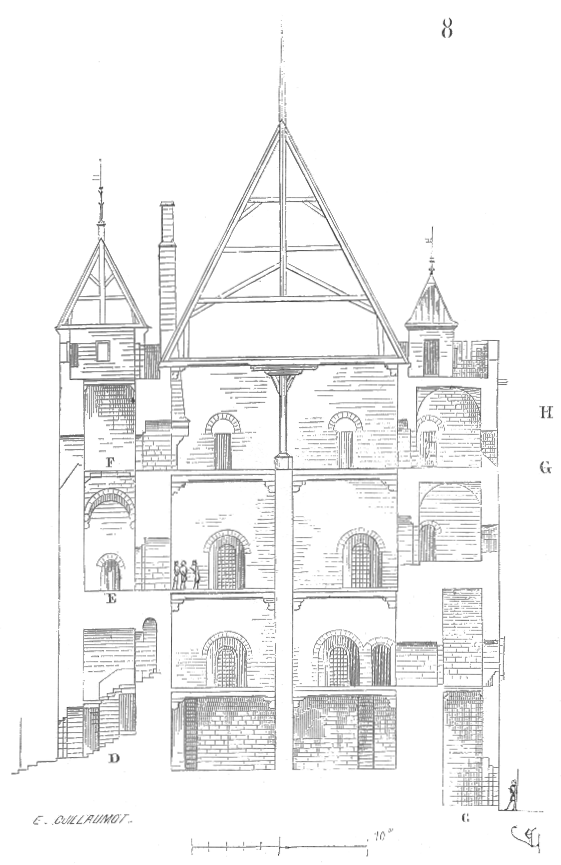
Arques
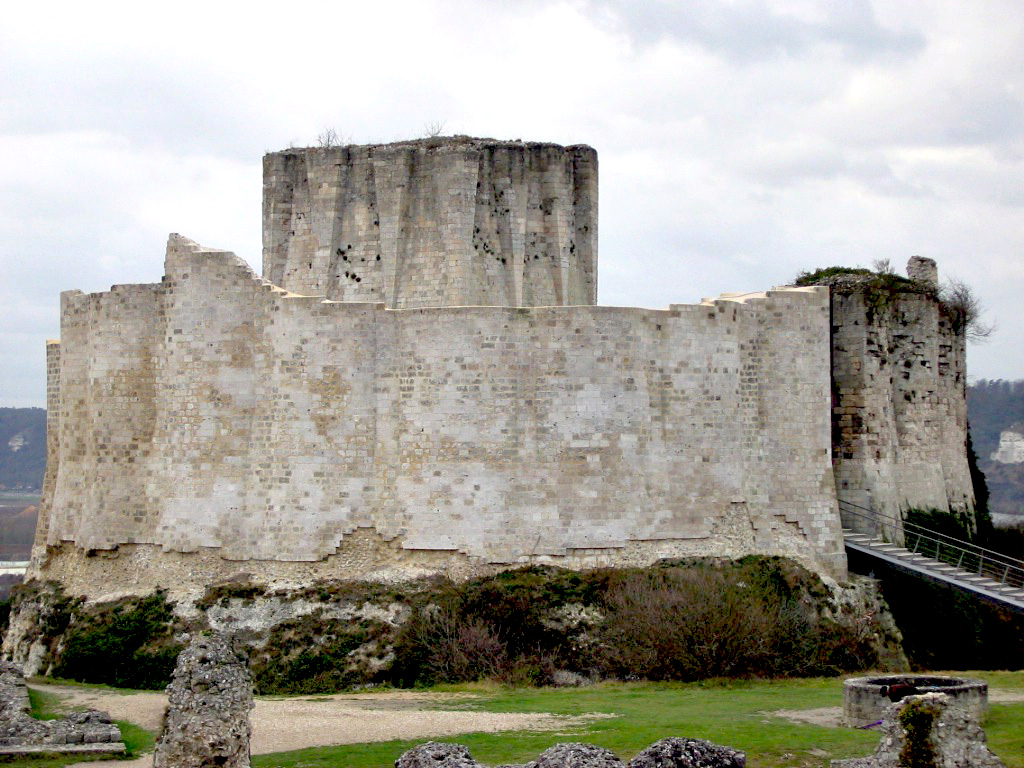
Gaillard
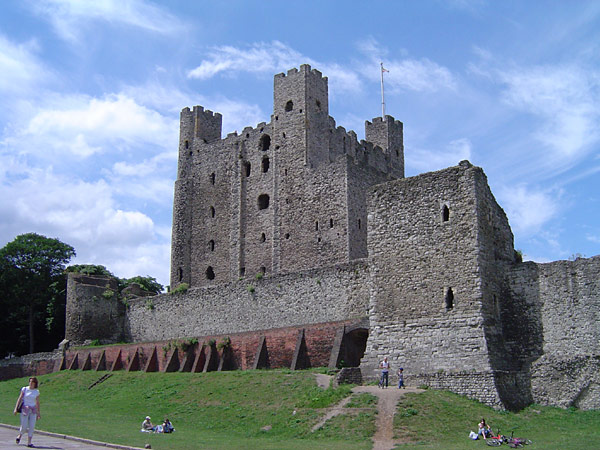
Rochester
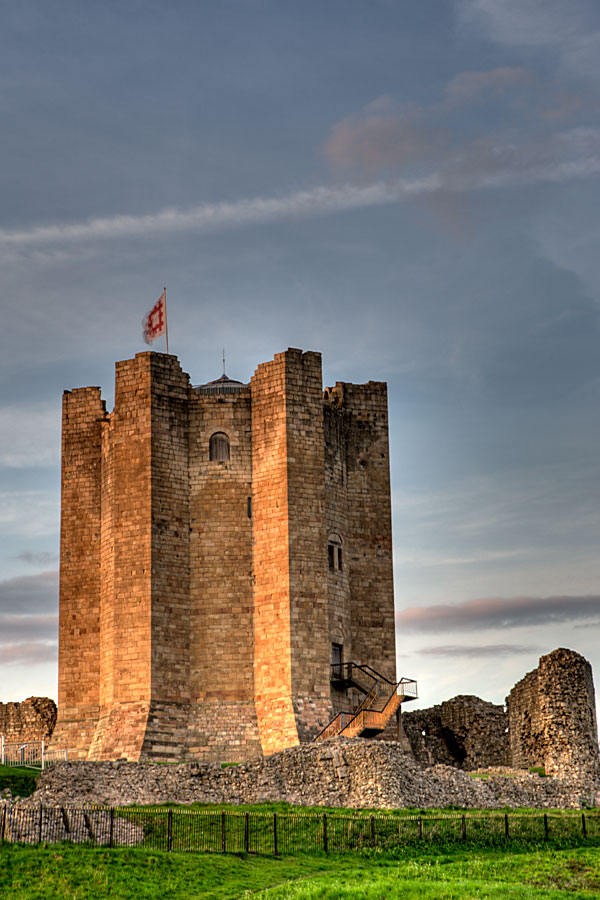
Conisbrough
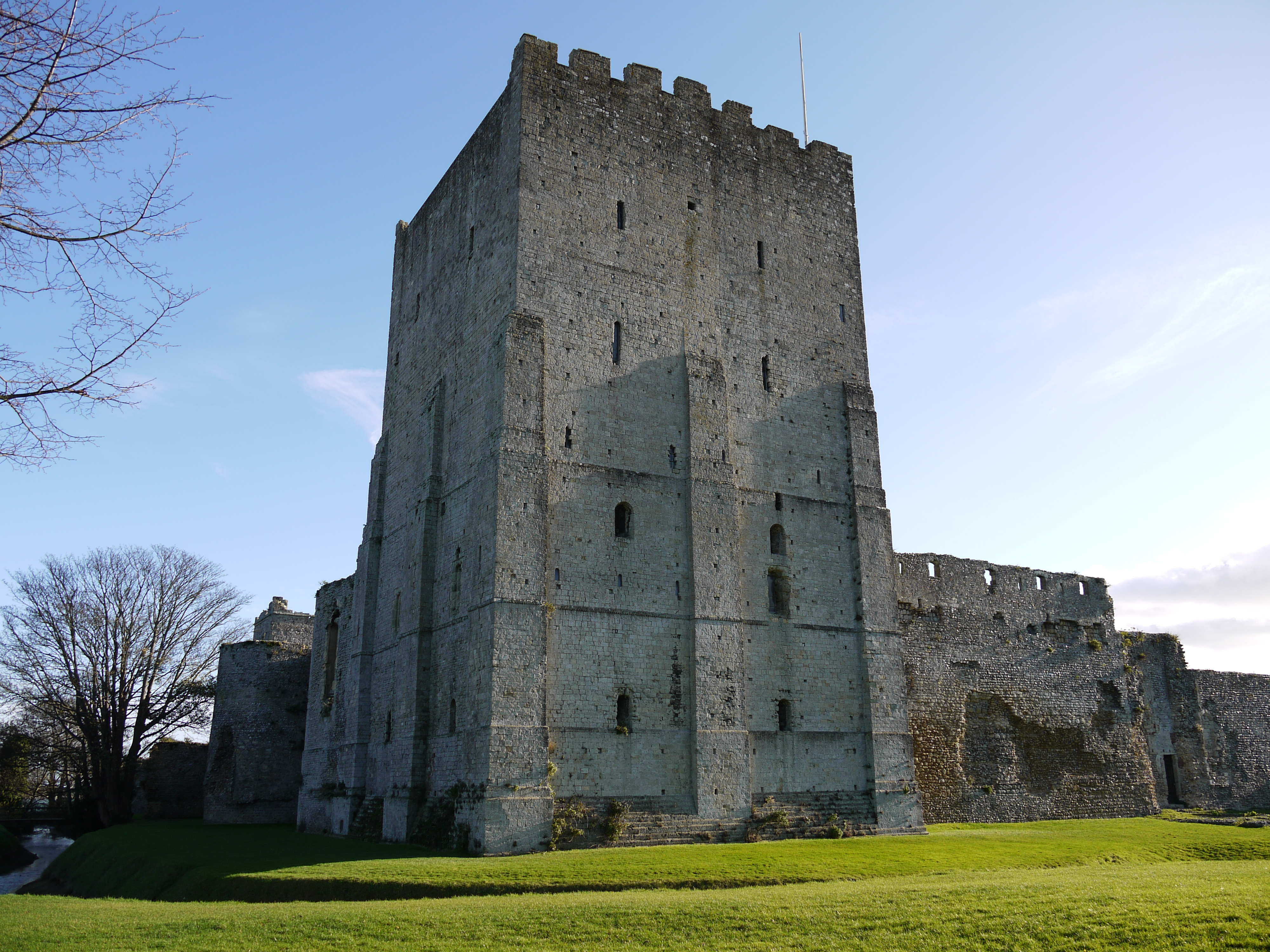
Porchester
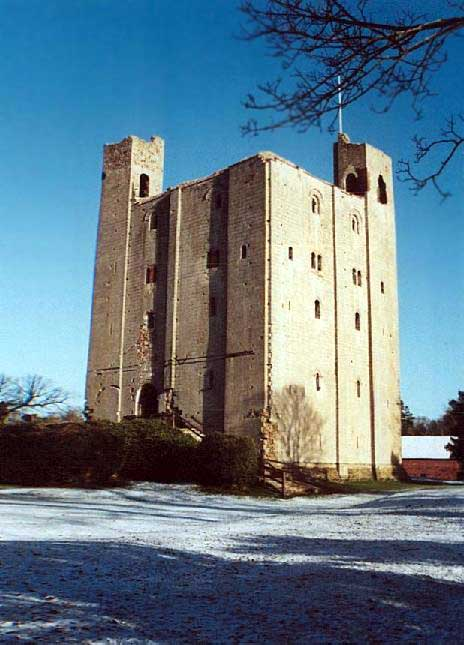
Hedingham
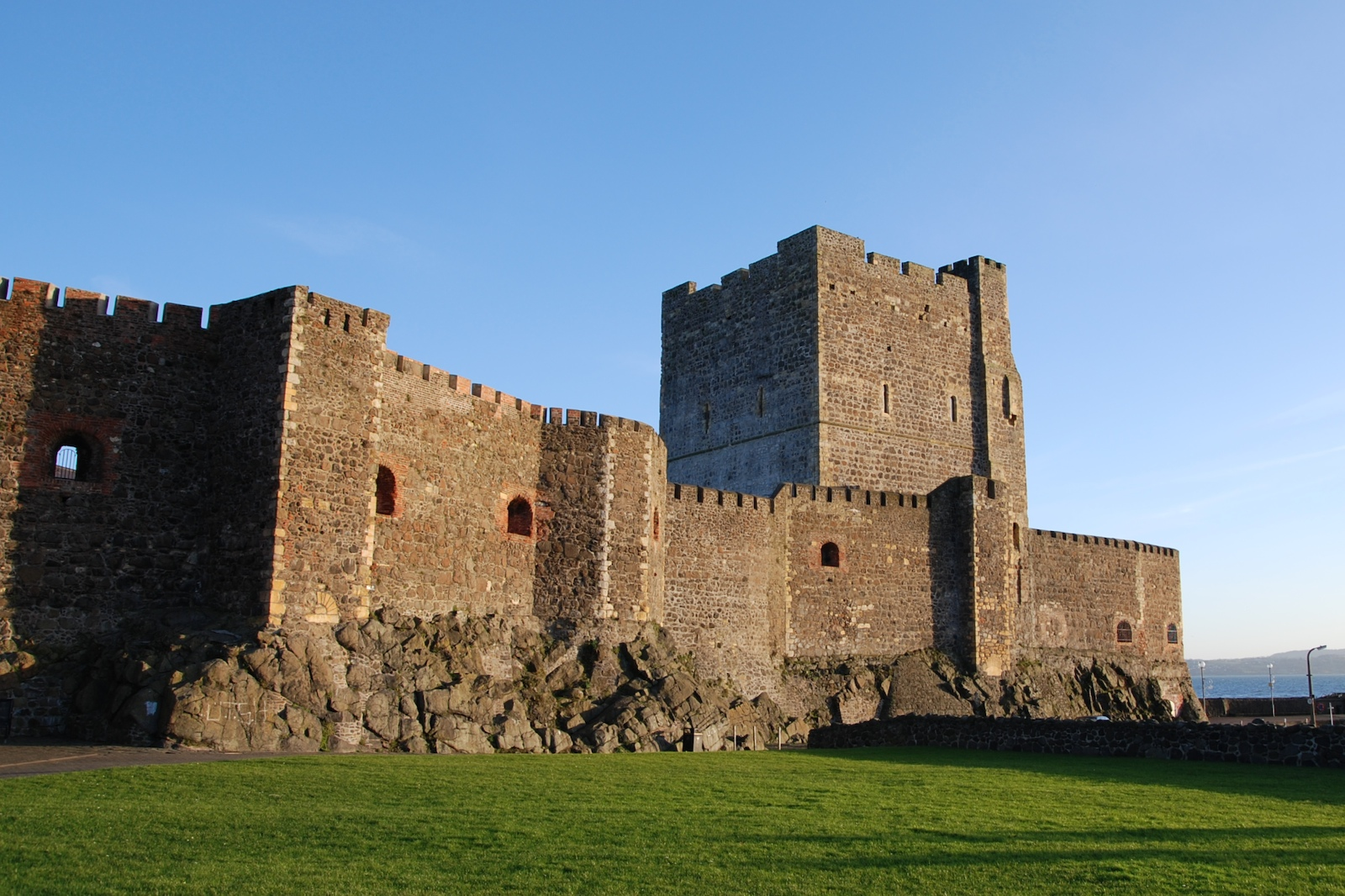
Carrickfergus
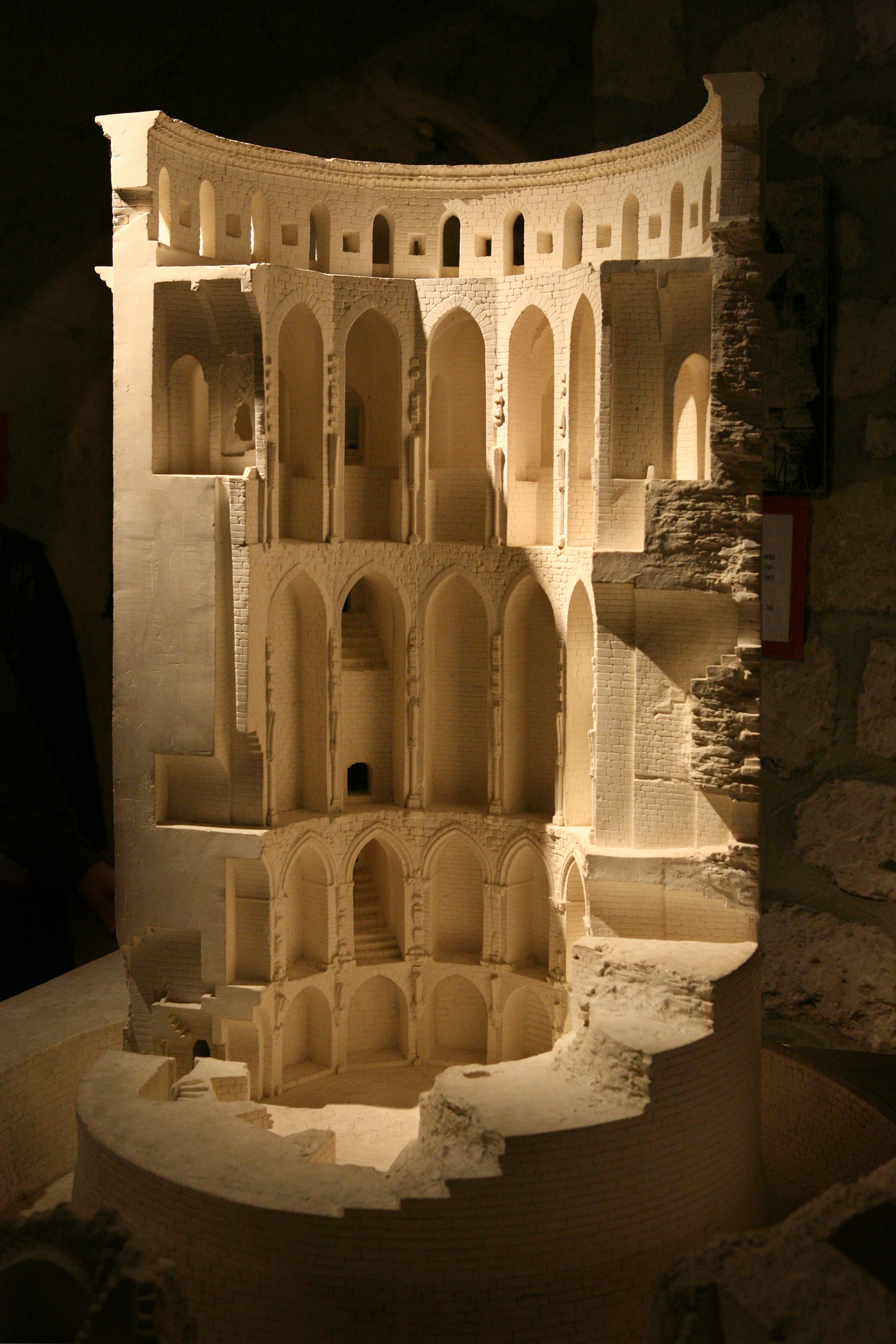
Model wnętrza donżonu w Coucy
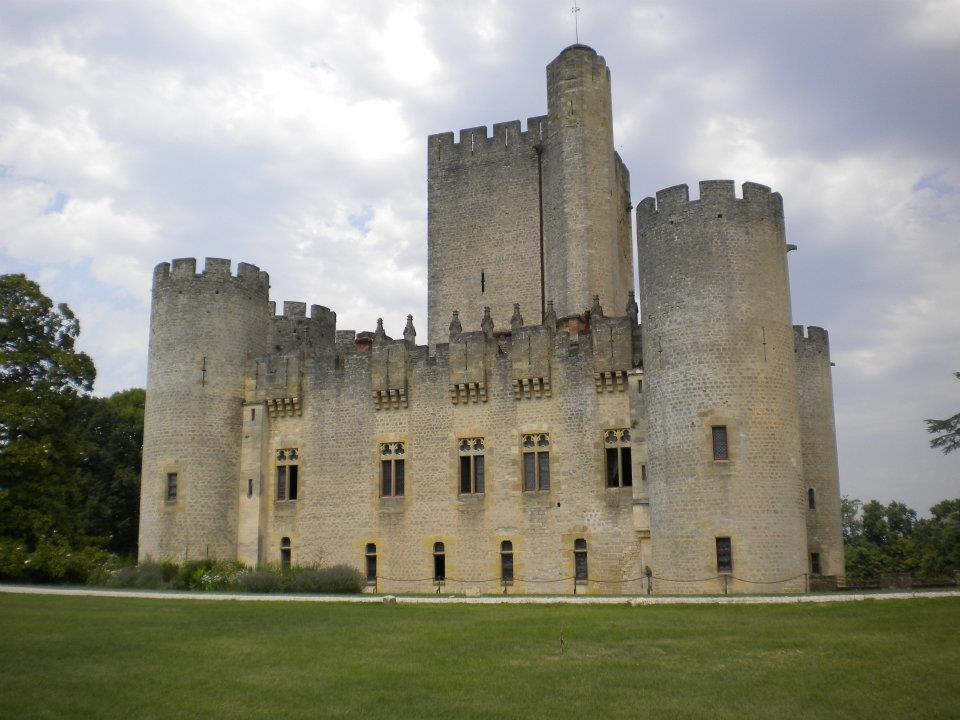
Zamek Roquetaillade
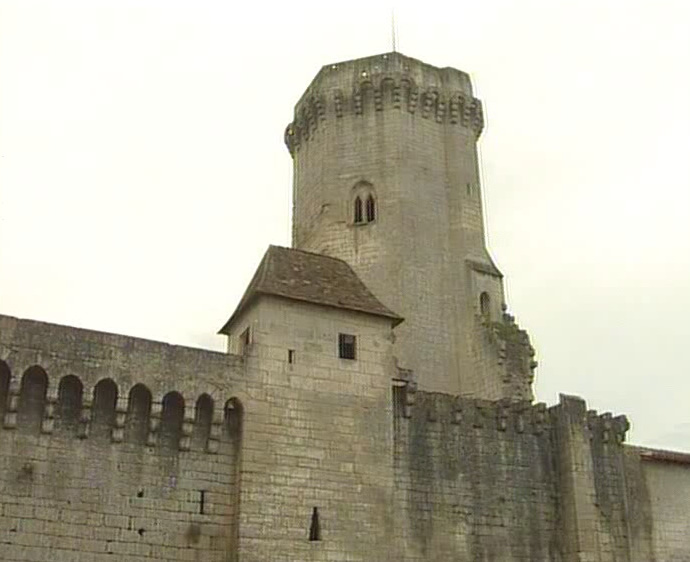
Bourdeilles
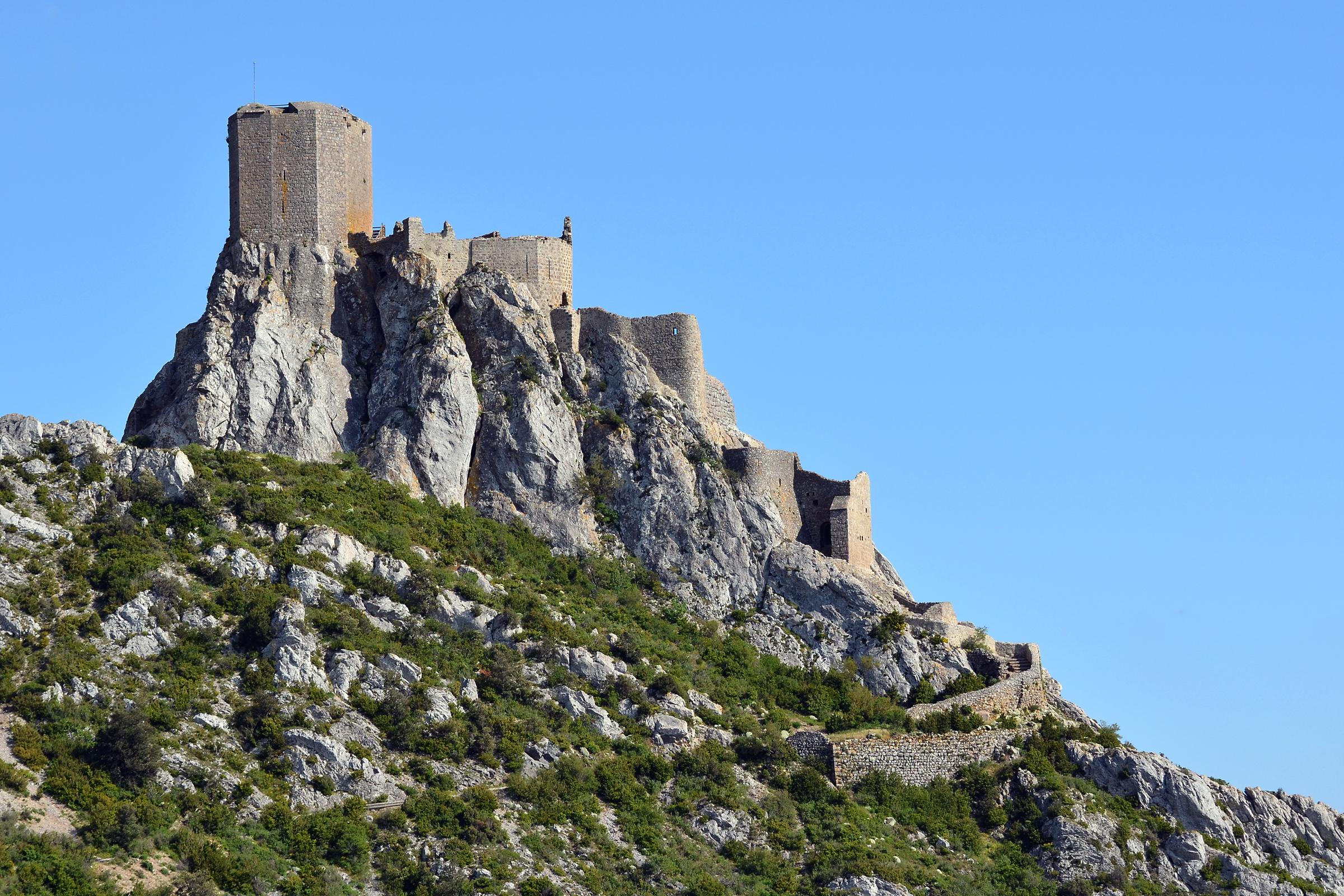
Queribus
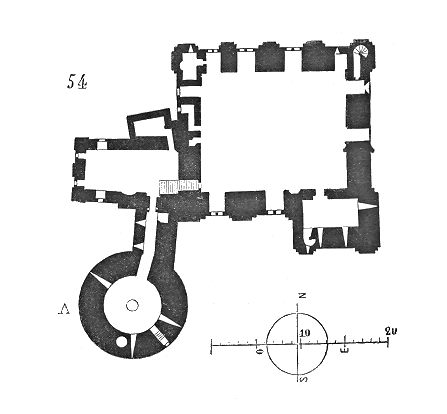
Plan donżonu w Falaise
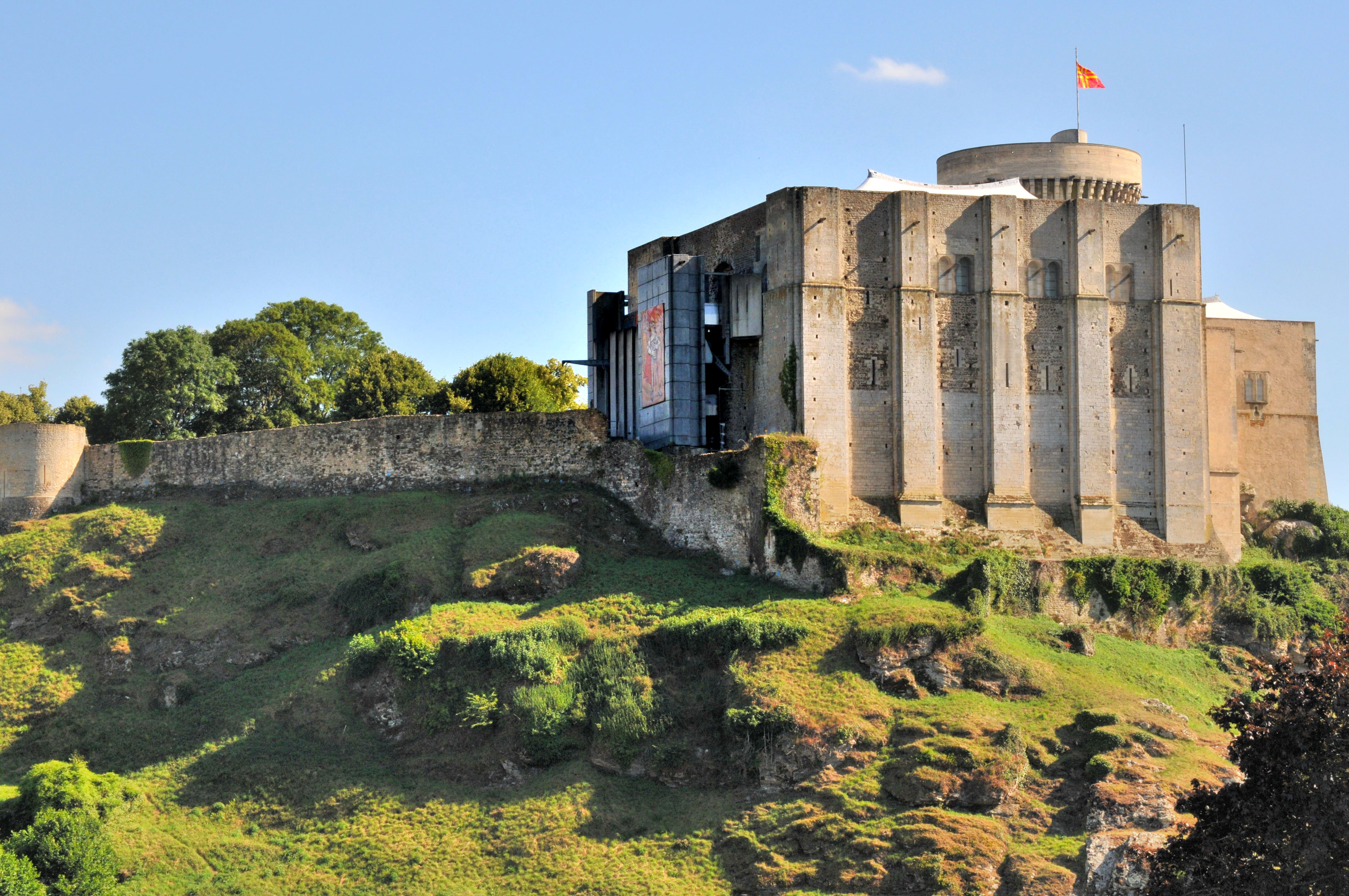
Donżon w Falaise
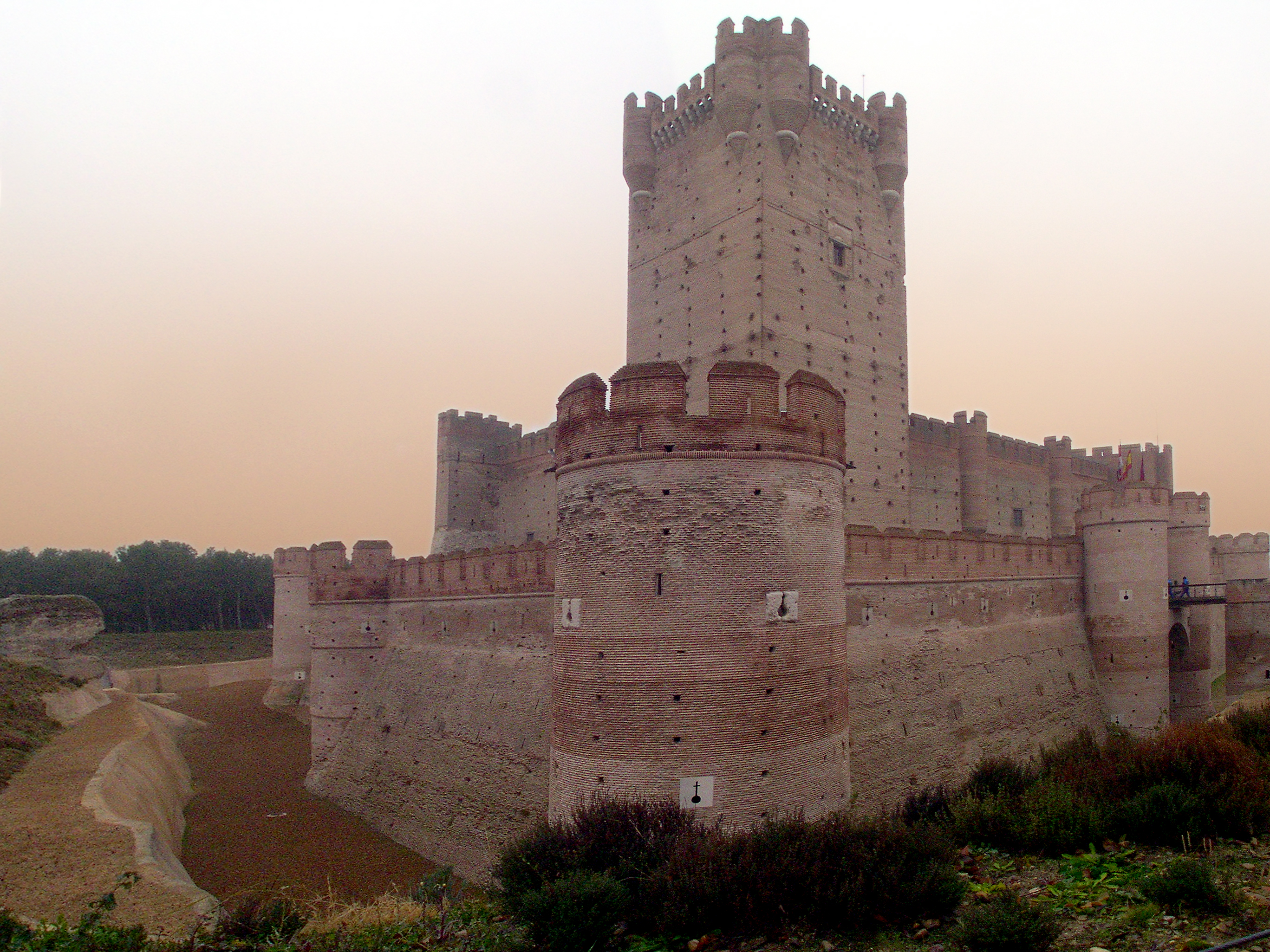
Medina del Campo
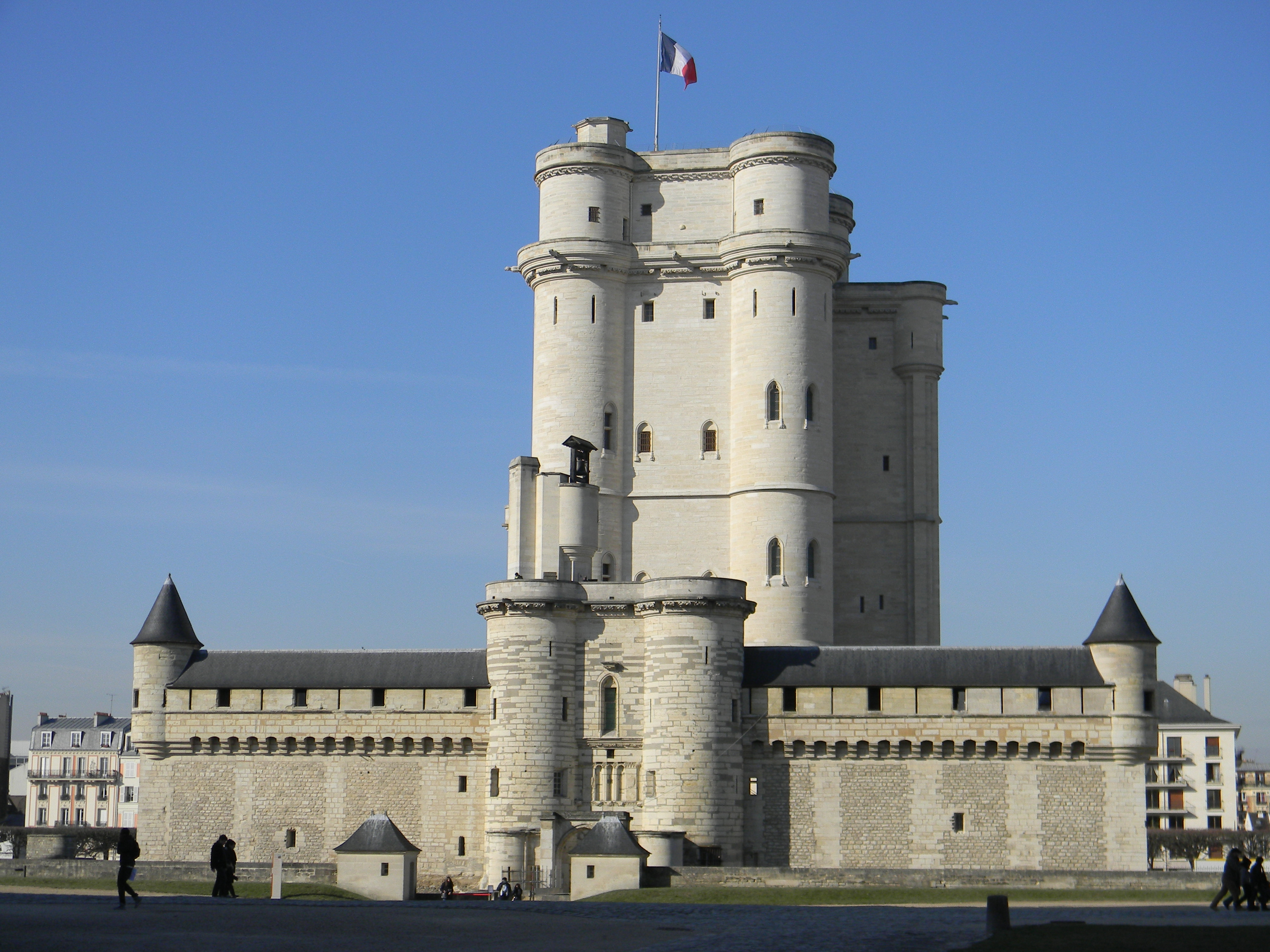
Vincennes
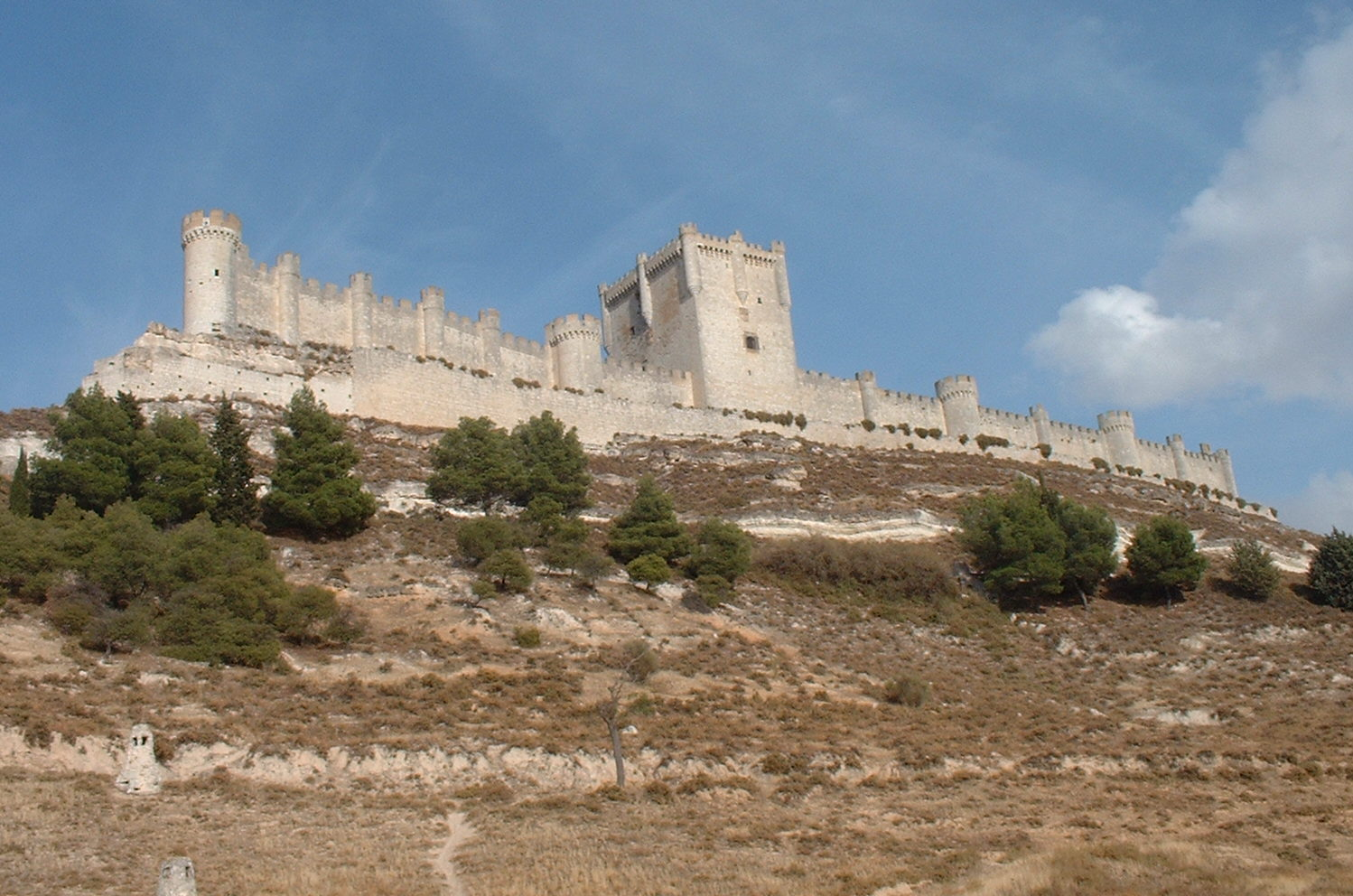
Penafiel
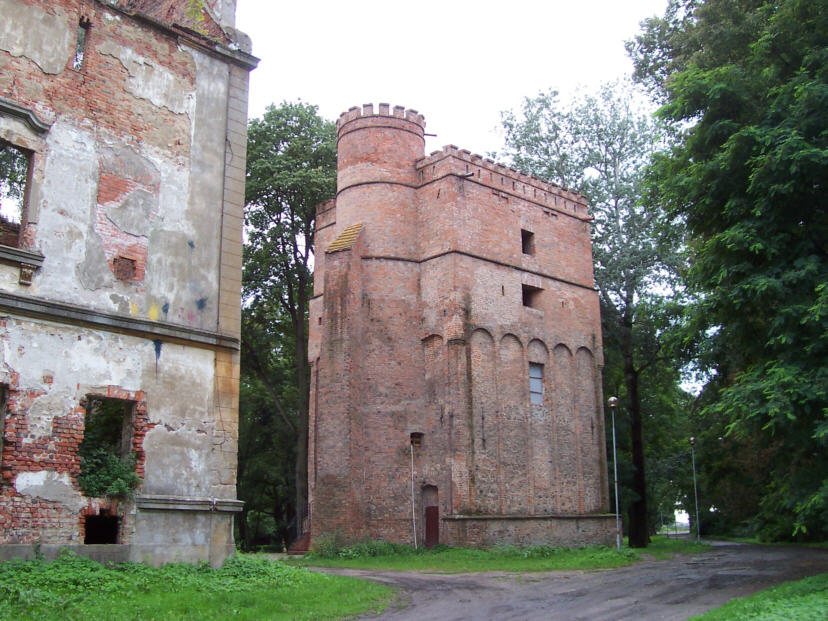
Żmigród
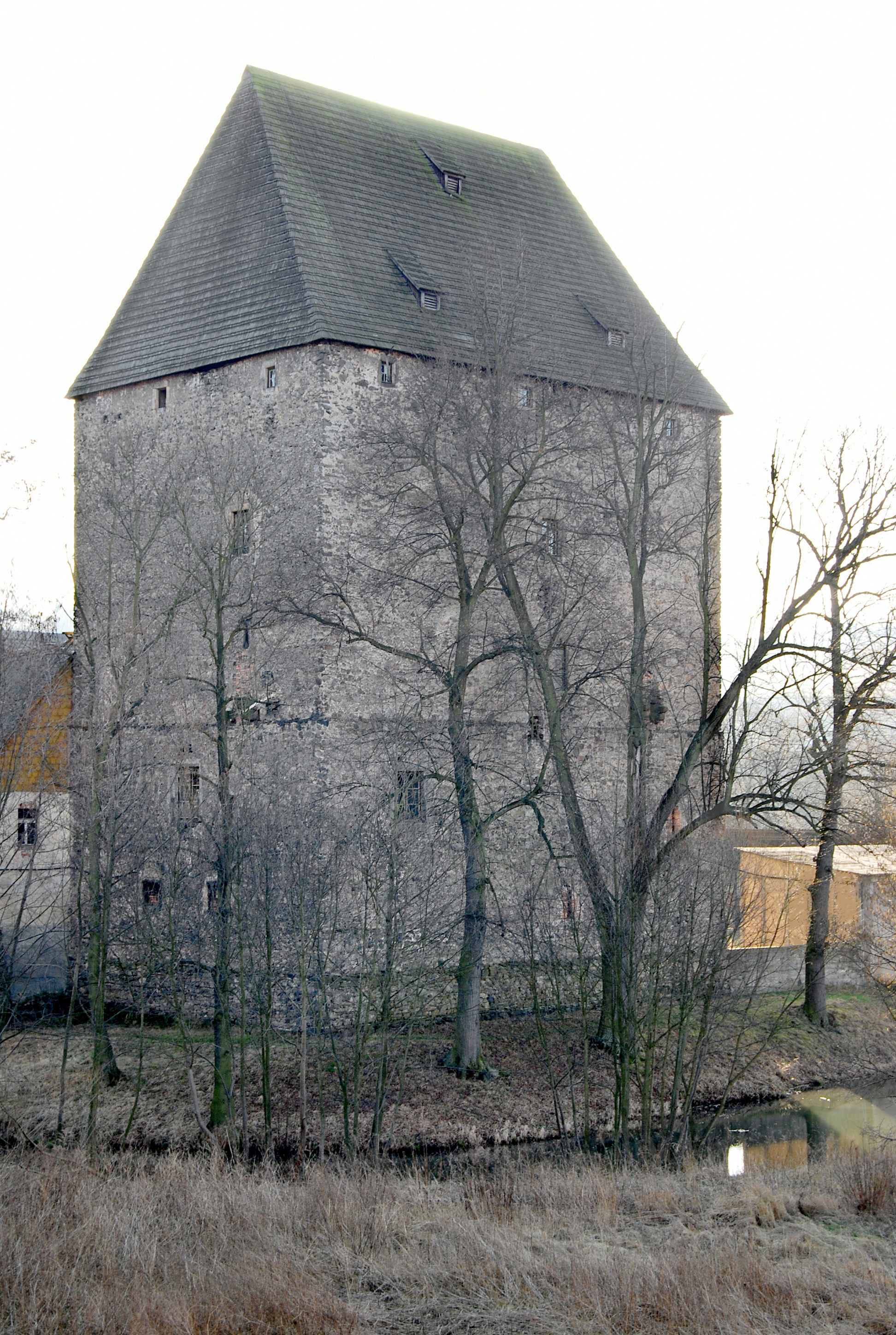
Siedlęcin
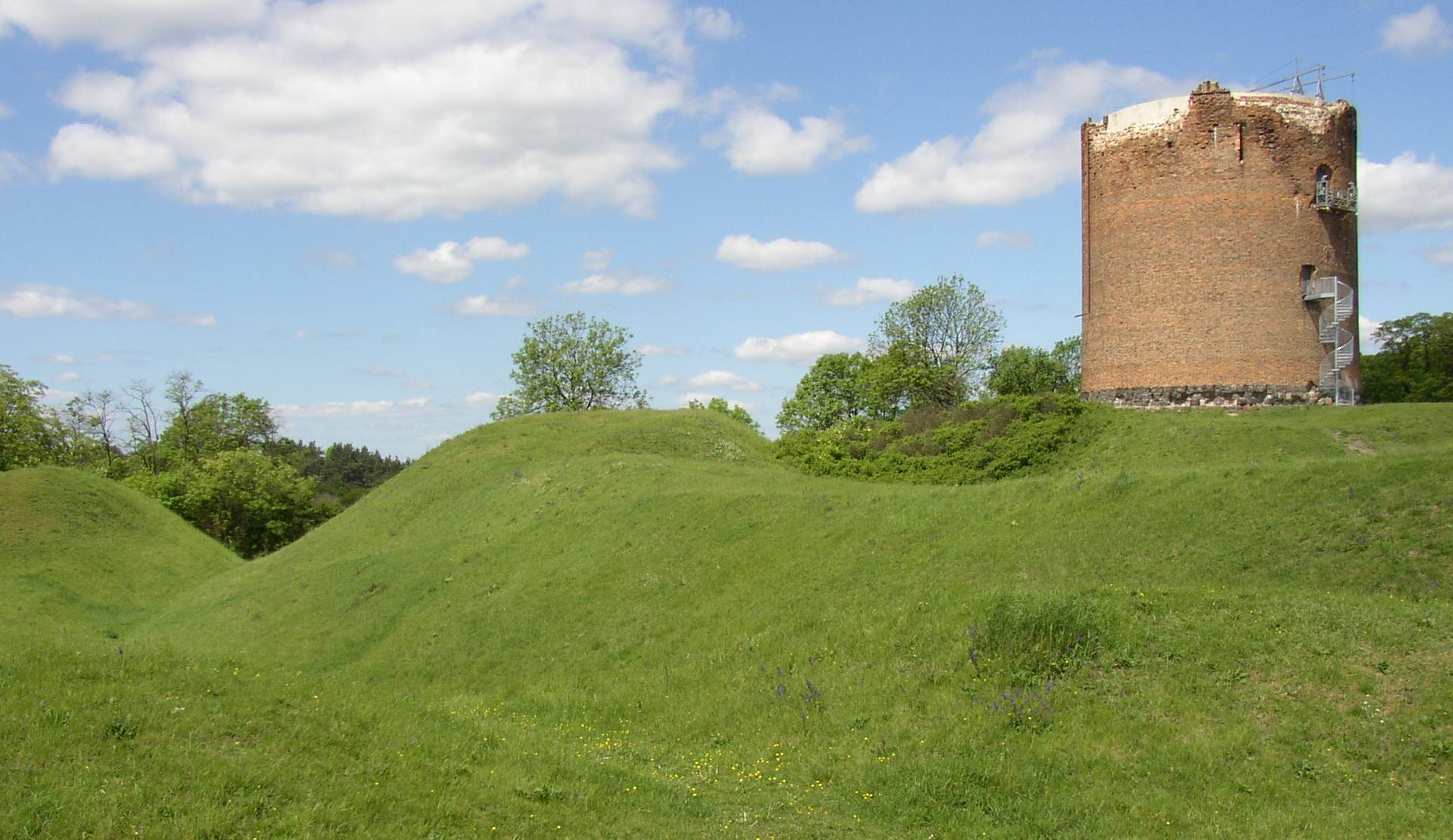
Burg Stolpe w Brandenburgii
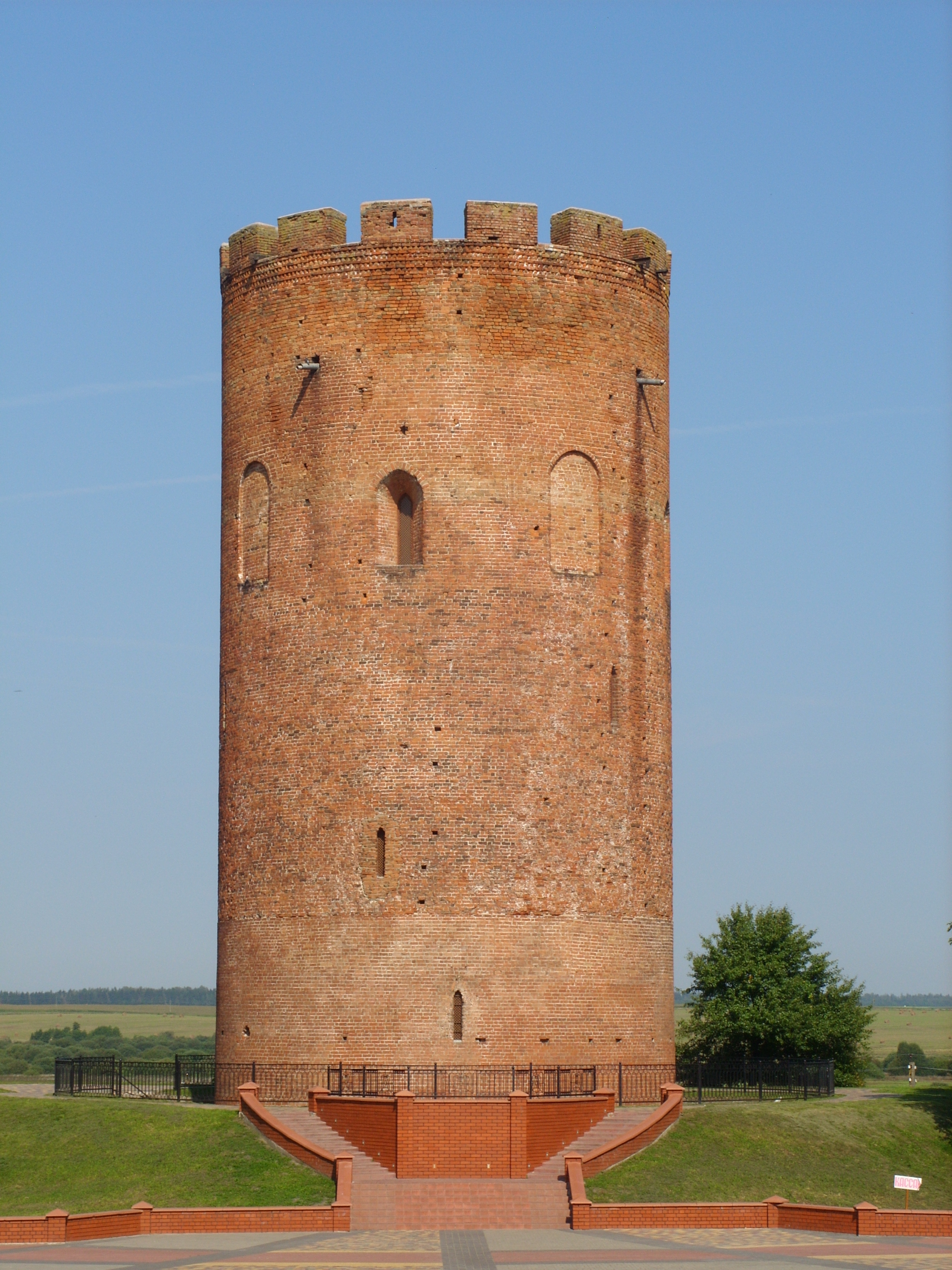
Donżon w Kamieńcu Litewskim
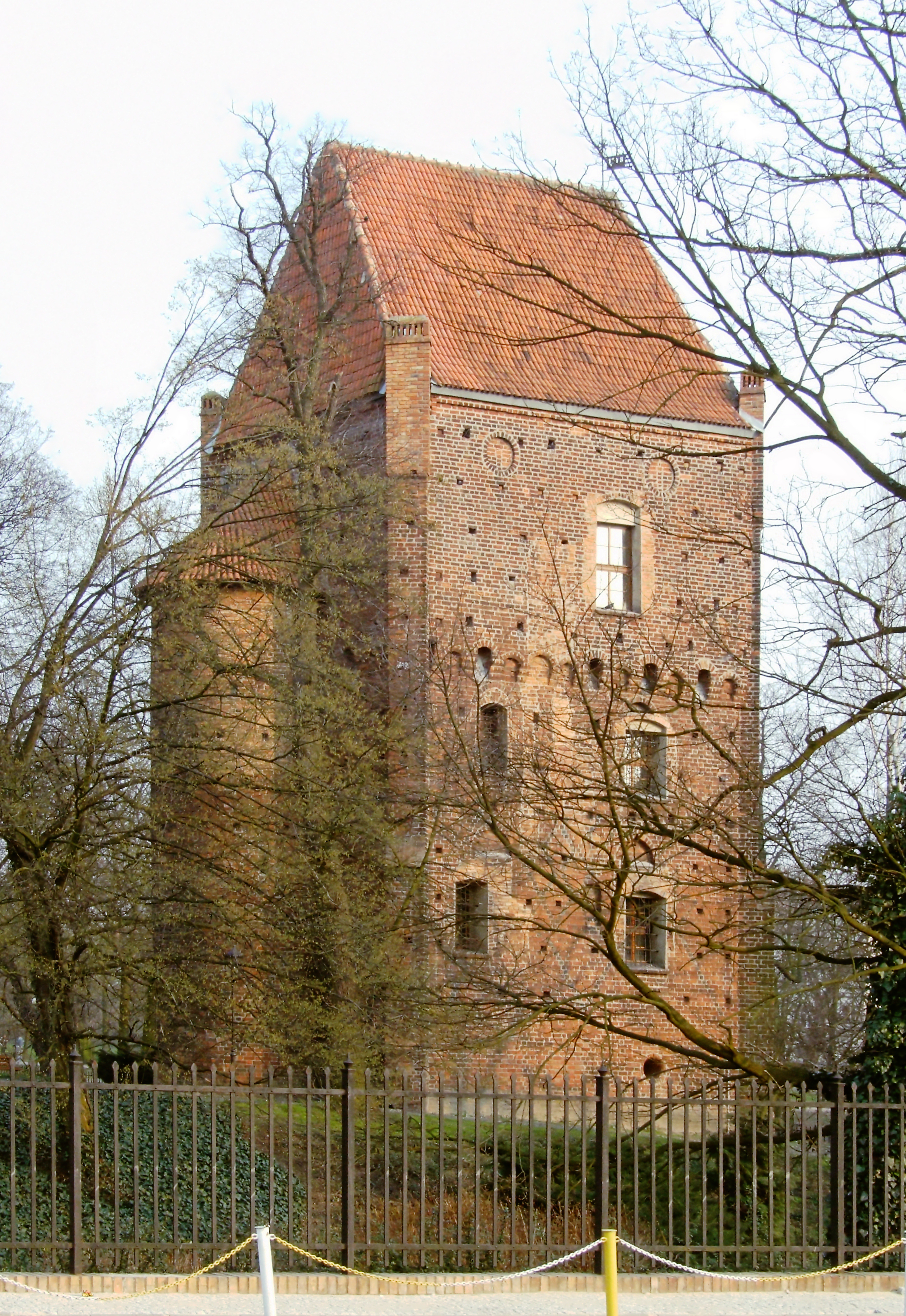
Szamotuły (Wieża Halszki)